# Ceriantharia
Ceriantharia, también conocidos como ceriántidos, son un orden de animales exclusivamente marinos, muy similares a las anémonas de mar, aunque estas pertenecen al orden Actiniaria.
Son pólipos solitarios, alargados y de cuerpo blando. Tienen un anillo de tentáculos cortos rodeando la boca, además del anillo o anillos exteriores de tentáculos, tan comunes en los hexacorales.
Son excavadores y utilizan los músculos de la columna para penetrar en el sedimento. Producen una especie de tubo flexible, que secreta un mucus que recubre la columna. En dicho mucus se adhieren partículas de arena, dándoles rigidez para mantenerse verticales, con sus tentáculos orientados a la corriente en espera de presas.
Este orden comprende aproximadamente 100 especies, aunque el número de géneros no está claro, manteniéndose actualmente división de criterios entre los especialistas.

## Taxonomía

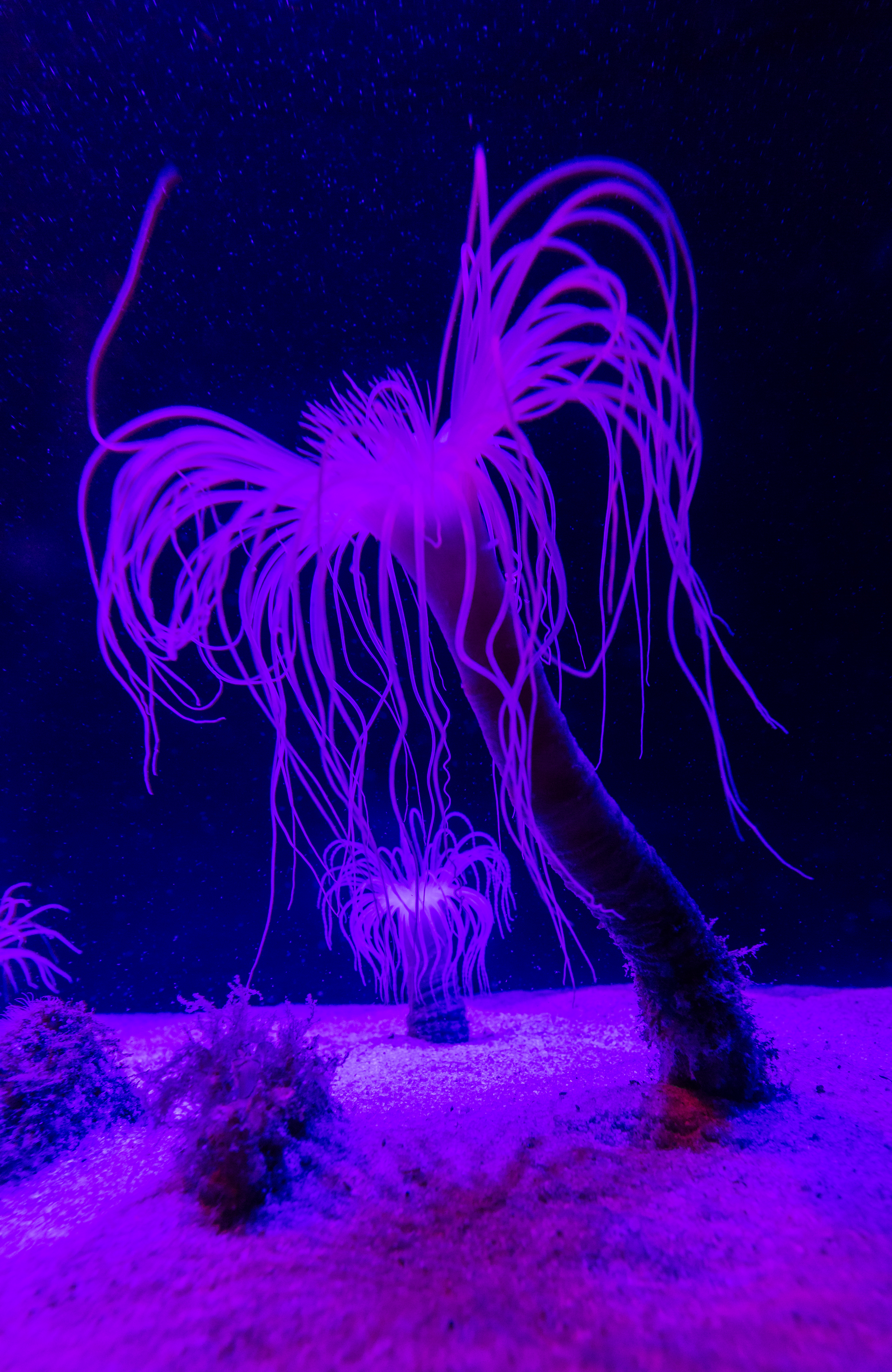
Ejemplar en el acuario de Ciudad del Cabo.

El suborden Spirularia contiene las siguientes familias y géneros:
- Familia Botrucnidiferidae Carlgren, 1912
  - Angianthula Leloup, 1964
  - Atractanthula Leloup, 1964
  - Botruanthus
  - Botrucnidiata Leloup, 1932
  - Botrucnidifer
  - Calpanthula
  - Cerianthula Beneden, 1898
  - Gymnanthula Leloup, 1964
  - Hensenanthula
  - Ovanthula
  - Sphaeranthula
- Familia Cerianthidae Milne-Edwards & Haime, 1852
  - Anthoactis Leloup, 1932
  - Apiactis Beneden, 1898
  - Bursanthus
  - Ceriantheomorphe
  - Ceriantheopsis Carlgren, 1912
  - Cerianthus Delle Chiaje, 1830
  - Engodactylactis
  - Isodactylactis
  - Nautanthus
  - Pachycerianthus Roule, 1904
  - Paradactylactis
  - Parovactis
  - Peponactis
  - Plesiodactylactis
  - Sacculactis
  - Solasteractis
  - Synarachnactis Carlgren, 1924
  - Syndactylactis
  - Trichactis

El suborden Penicilaria agrupa a las siguientes familias y géneros:
- Familia Arachnactidae McMurrich, 1910
  - Anactinia Annandale, 1909
  - Arachnactis Sars, 1846
  - Arachnanthus Carlgren, 1912
  - Dactylactis van Beneden, 1897
  - Isapiactis Carlgren, 1924
  - Isarachnactis Carlgren, 1924
  - Isarachnanthus Carlgren, 1924
  - Isovactis
  - Ovactis
  - Paranactinia